# Ozero Netjvora
Ozero Netjvora (ryska: Озеро Нечвора) är en sjö i Belarus.   Den ligger i voblasten Vitsebsks voblast, i den norra delen av landet, 220 km nordost om huvudstaden Minsk. Ozero Netjvora ligger 138 meter över havet. Arean är 0,12 kvadratkilometer. Den sträcker sig 0,5 kilometer i nord-sydlig riktning, och 0,6 kilometer i öst-västlig riktning.
I omgivningarna runt Ozero Netjvora växer i huvudsak blandskog. Runt Ozero Netjvora är det ganska tätbefolkat, med 72 invånare per kvadratkilometer.